# TT23
La tombe thébaine TT 23 est située à Cheikh Abd el-Gournah, dans la nécropole thébaine, sur la rive ouest du Nil, face à Louxor en Égypte.
C'est la sépulture de Thay dit To, scribe royal de Mérenptah (XIXe dynastie).
Il est le fils du scribe des soldats Khaemteri et de Tamy. Deux femmes sont mentionnées dans la tombe TT23. Thay est montré avec une femme appelée Raya, qui est chef du harem de Sobek, et d'une autre femme appelée Nebettaouy.